# Rotraut Pape
Rotraut Pape (* 10. April 1956 in Berlin; † 14. April 2019 ebenda) war eine deutsche Filmemacherin, Künstlerin und Hochschulprofessorin.

## Leben
Rotraut Pape studierte Freie Kunst und Experimentalfilm an der Hochschule für bildende Künste Hamburg. Sie konzentrierte sich früh auf die Medien Film, Video und Computer, interessierte sich aber weniger für deren technologische Möglichkeiten – obwohl sie diese virtuos beherrschte –, sondern für deren künstlerisches Potential, Formulierungen für gesellschaftliche, also politische und ethische Fragestellungen zu entwickeln. In ihren Performances und Installationen spielten gesellschaftliche Themen eine große Rolle; ebenso in ihren Videos und Filmen. Dies erfolgte sowohl als tatsächliche Aufführung wie als interaktive Versuchsanordnung. Sie befasste sich mit digitalen Archiven und künstlerischen Sendeformaten, mit dem Verhältnis von Analog zu Digital, Virtuell zu Realem etc. In den 1980er Jahren lebte und arbeitete sie gemeinsam mit ihrem Mann Gerard Couty innerhalb des Künstlerkollektivs Frigo in Lyon und realisierte hier Projekte wie Radio Bellevue, in den frühen 1990er Jahren mit Van Gogh TV Kunstfernsehprojekte. Als Professorin initiierte und begleitete sie viele erfolgreiche Projekte der HfG Offenbach wie zum Beispiel das Fulldome -Projekt. Parallel zu ihrer künstlerischen Arbeit realisierte sie diverse experimentelle Dokumentationen für arte, 3sat und ZDF.
Im Wintersemester 2001/2002 wurde an der Hochschule für Gestaltung Offenbach am Main (kurz: HfG) die neu eingerichtete Stiftungsprofessur der Heinz und Gisela Friederichs-Stiftung mit Rotraut Pape besetzt. Im Mittelpunkt der Lehrveranstaltungen stand dabei die Vergänglichkeit von Speichermedien. Danach lehrte Pape an der HfG als Gastprofessorin und ab 2004 als Professorin für Film und Video. 2011 wurde sie Prodekanin des Fachbereichs Visuelle Kommunikation. Pape starb im April 2019 im Alter von 63 Jahren nach schwerer Krankheit in Berlin.

## Experimentalfilme
- Souterrain. 16 mm, 25:00 min, 1978 (Berlinale/Forum, 1980)
- 90°. 16 mm, 40:00 min, 1980 (Berlinale/Forum, 1981)
- Flieger dürfen keine Angst haben. 16 mm, 44:00 min, 1984 (Berlinale/Forum, 1984)

## Videos, Dokumentarfilme
- „Rotron“, umatic, 6:00 min, 1982
- „Studies on Entertainment/ABC“ / M.Raskin Stichting Ens., 36:00 min, 1983
- „Rauchnächte“ / Raskin, 10:25 min, 1990,
- „Du hast kein Herz“ / Raskin, 16:00 min, 1991
- „Der Negative Horizont“ 1989–1990, 111 min
- „Long Weekend – XTC“ 1992, 3:00 min
- „Nicht nur Wasser“ 1995, 25:45 min
- „Long weekend-XTC“ 1992, 2:00 min
- „Sampling“ / Diedrich Diederichsen 1995, 6:00 min
- „Real Virtuality“ / Bazon Brock 1998, 9:00 min
- „Land of 1000 Dances. A short History of Clubculture“ / Dick Hebdige 1999, 38:00 min
- „Voodoo Transformations“ / Koffi Kôkô, (mit Christoph Dreher) 2003, 27:00 min
- „Tanz den Voodoo“ (mit Christoph Dreher), 46:00 min
- „Berlinale Taxi – einmal Kino und zurück“, 2009, 50:00 min
- „Die Mauer – der vertikale Horizont“ 1989–2014, 2015, 131:00 min

## Expanded Cinema, Installationen u.a.
- „Waswaswaswaswas“ Raskin 1991. Akademie der Künste (Berlin)
- „Herz Haus Eis“ Raskin 1992. Kampnagel Hamburg, Experimenta/Linden Gallery, Melbourne
- „Die Früchte vom Baum der Erkenntnis“ Videoperformance, Ausstellungshalle der BRD, Bonn 1993
- „Sonnenblumenkernenergiebrot & Monolone“ Botanisches Museum der Universität Hamburg 1994
- „Das Jüngste Gericht“ Hamburger Kunstverein 1996, Mediascape Zagreb 1996
- „Früchte vom Baum des ewigen Lebens“ Transmediale, 10. Videofest Berlin 1997 • Medienkunst heute, Sonderschau der Kunstmesse Hannover 1997
- „Der Wächter“ Interaktive Installation 4. Werkleitz Biennale 1998
- „Real Virtuality: Der Garten, die Wärter, das Jüngste Gericht“ Einzelausstellung Kasseler Kunstverein, Fridericianum, Werkschau Filmfestival Kassel 1998
- „Split Brain 1.0“ Interaktive Installation WMF Berlin, KV Köln-Hürth, Wiesbaden, Weimar, EMAF Osnabrück 2000
- „Club Automatic“ Jakarta/Yogyakarta 2002, 2010, 2013

## TV-Dokumentationen Weltbild/Turner&Tailor, Berlin (Realisation/Mitarbeit) zdf/arte/3sat
- Lost in Music 1 – Tekkno Trance 1992
- Lost in Music 2 – HipHopHurrah 1993 (Grimme-Preis)
- Lost in Music 3 – Metalmania 1993
- Lost in Music 4 – Hoch über Hamburg 1994
- Lost in Music 6 – Reggae Revolution 1995
- Lost in Music 8 – Out of Country 1995
- Lost in Music 9 – Electronic Jam 1996
- Lost in Music 11 – Mutter, Doris und Verwandte 1996
- arte Themenabend „Streetfashion“ – 1996
- Lost in Music 14 – Deep into Dub 1997
- Pop Odyssee 1 – Die Beach Boys und der Satan 1997
- Pop Odyssee 2 – The House of the Rising Punk 1998
- arte Themenabend „Digital Spirit“ – 1998
- Fantastic Voyages 1 – Cosmology of the Music Video, 2000
- Fantastic Voyages 2 – Nightmares, 2000
- Fantastic Voyages 3 – Body Rock, 2000
- Fantastic Voyages 4 – Short Stories, 2000
- Fantastic Voyages 5 – Liberated Images, 2000
- Fantastic Voyages 6 – Wonderful Worlds, 2000
- Fantastic Voyages 7 – Space is the place, 2000
- Musikvideos für „Gentleman“, „Blumfeld“, „Motion“, „Jever Mountain Boys“